# Ransom Riggs
Ransom Riggs (n. 3 februarie 1979, Maryland, SUA) este un scriitor și filmograf american, cunoscut datorită seriei sale de cărți Miss Peregrine.

## Copilăria și educația
Riggs s-a născut în Maryland în anul 1979 într-o fermă veche de circa 200 de ani și a crescut în Florida, unde a făcut și studiile preuniversitare. A studiat literatură engleză la Colegiul Kenyon și filmografie la Universitatea din Sudul Californiei.

## Viața personală
Riggs trăiește acum în Santa Monica, California și din anul 2013 este căsătorit cu scriitoarea Tahereh Mafi, care are si un copil.